# Уваровка (Альшеевский район)
Уваровка (баш. Уваровка) — деревня в Кармышевском сельсовете муниципального района Альшеевском районе Республики Башкортостан России.

## Население
| 2002 | 2009 | 2010 |
| ---- | ---- | ---- |
| 141  | ↘122 | ↘110 |

Согласно переписи 2002 года, преобладающая национальность — башкиры (42 %).

## Географическое положение
Расстояние до:
- районного центра (Раевский): 11 км,
- центра сельсовета (Кармышево): 8 км,
- ближайшей железнодорожной станции (Шафраново): 11 км.